# Trentepohlia flavidella
Trentepohlia flavidella là một loài ruồi trong họ Limoniidae. Chúng phân bố ở miền Australasia.